# Алаф
ܐ (ܐܠܦ, в.-сир. алаф, з.-сир. олаф) — первая буква сирийского алфавита.

## Использование
Происходит от арамейской буквы алеф (𐡀), восходящей к финикийской букве алеф (𐤀, ).
В сирийском языке обозначала гортанную смычку [ʔ], гласные [aː] и [eː] на конце слова и иногда [eː] в середине слова. В ассирийском языке обозначает [ʔ] или не произносится. Числовое значение в сирийской системе счисления — 1.
В романизации ALA-LC передаётся как ʾ или опускается (если обозначает гласный на конце слова), в романизации BGN/PCGN передаётся как ʼ, ā или ē в зависимости от произношения.

## Кодировка
Буква алаф была добавлена в стандарт Юникод в версии 3.0 в блок «Сирийское письмо» (англ. Syriac) под шестнадцатеричным кодом U+0710.